# Corticoviridae
Die Virusfamilie Corticoviridae (lateinisch cortex ‚Rinde, Kruste‘) umfasst nur eine monotypische Gattung Merivirus (früher Corticovirus) von Bakteriophagen.
Die einzige bislang (Stand März 2019) vom International Committee on Taxonomy of Viruses (ICTV) bestätigte Spezies Merivirus PM2 (früher Corticovirus PM2, Pseudoalteromonas-Virus PM2, mit Pseudoalteromonas-Phage PM2, auch PM2-Phage, ursprünglich Alteromonas-Phage PM2 genannt) hat ein zirkuläres, doppelsträngiges DNA-Genom und ein ca. 56 nm im Durchmesser großes, unbehülltes ikosaedrischen Kapsid.
Eine weitere Spezies ist Merivirus Cr39582 (früher Pseudoalteromonas virus Cr39582).

## Aufbau

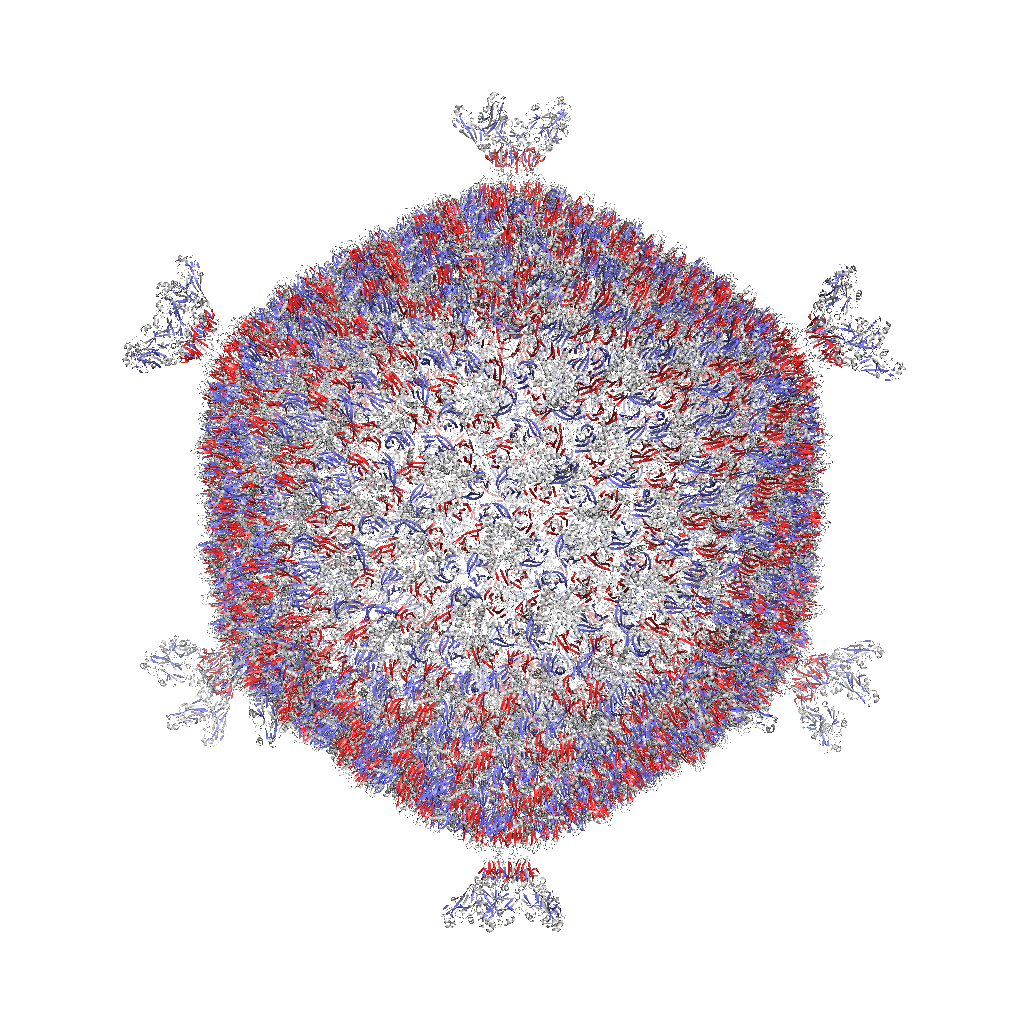
Rekonstruktion eines Kapsids von Pseudoalteromonas phage PM2

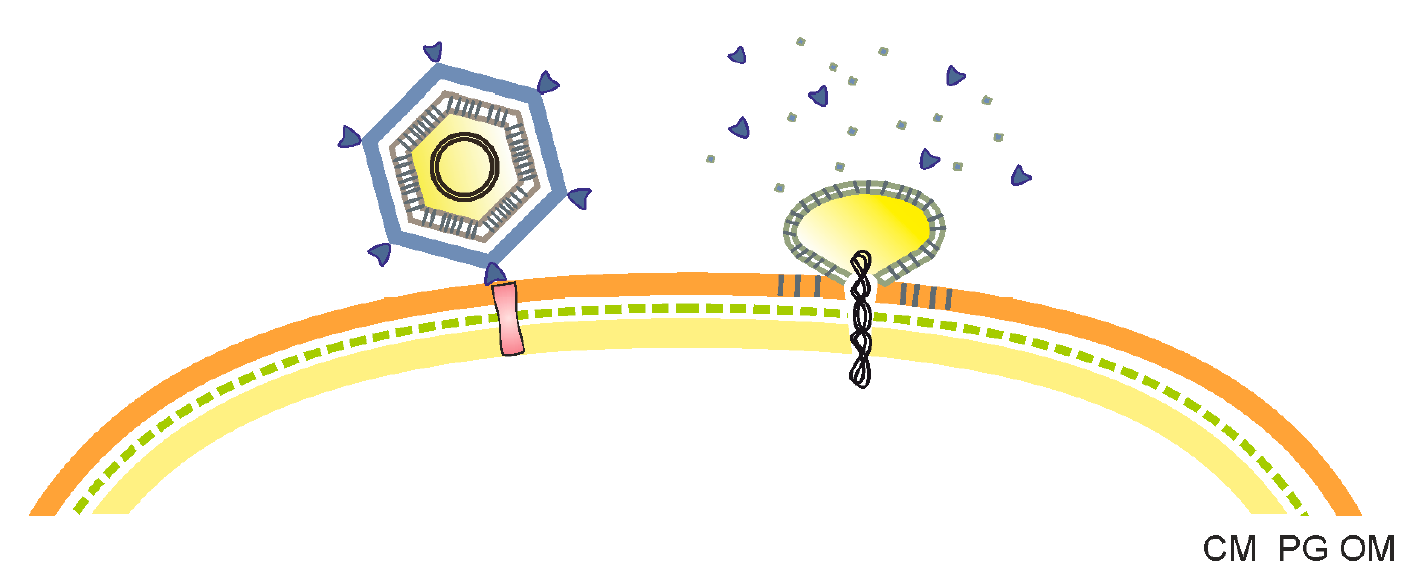
Eintrittsmechanismus von Pseudoalteromonas phage PM2

Die Kapsomere sind aus Trimeren des Kapsidproteins P2 aufgebaut; an den Ecken der Ikosaeder-Struktur befinden sich Fortsätze (spikes), die durch das Virusprotein P1 gebildet werden. Innerhalb (!) des Kapsids befindet sich ein Lipidmembran-Bläschen, das aus Virusproteinen und der Lipidmembran des Wirtsbakteriums besteht. Dieses innere Membranbläschen hat der PM2-Phage mit den Tectiviridae gemein, es dient jedoch dem PM2-Phagen nicht zur Injektion der DNA in das Wirtsbakterium.

## Genom
Das ringförmige Genom ist in stark verdrillter Form (supercoiled) innerhalb des Membranbläschens verpackt. Die doppelsträngige DNA ist 10.079 bp (Basenpaare) groß und codiert für neun Strukturproteine (P1-P9), fünf Nicht-Strukturproteine (P12-16) und sieben Genprodukte unbekannter Funktion.

## Wirte
Bisher sind zwei marine Bakterienspezies, Pseudoalteromonas BAL-31 und ER72M2, als Wirte für den PM2-Phagen identifiziert.

## Systematik
Das National Center for Biotechnology Information (NCBI) nennt neben den ICTV-bestätigten Spezies weitere Kandidaten (Stand 3. März 2025):
- Gattung Merivirus (früher Corticovirus)

- Spezies Merivirus Cr39582 (früher Corticovirus Cr39582, Pseudoalteromonas virus Cr39582), mit Pseudoalteromonas phage Cr39582
- Spezies Merivirus PM2 (früher Corticovirus PM2, Pseudoalteromonas virus PM2)
- Spezies „Pseudoalteromonas phage GXT1010“ (vorgeschlagen)